# Le Village au bord de la rivière
Pour les articles homonymes, voir Dorp.
Pour plus de détails, voir Fiche technique et Distribution.
Le Village au bord de la rivière (titre original néerlandais : Dorp aan de rivier ; titre de sortie en Belgique : Le village près de la rivière
et Village au bord de l'eau) est un film néerlandais de Fons Rademakers sorti en 1958. 

## Fiche technique
- Titre français : Le Village au bord de la rivière ou La Vie d'un médecin de campagne ou Le Village près de la rivière ou Le Village au bord de l'eau  ou Le Village au bord du fleuve[1]
- Titre original : Dorp aan de rivier
- Réalisateur : Fons Rademakers
- Scénario : Fons Rademakers et Hugo Claus d'après le roman d'Antoon Coolen
- Directeur de la photographie : Eduard van der Enden
- Musique : Jurriaan Andriessen
- Pays de production : Pays-Bas
- Format : Noir et blanc
- Genre : Drame
- Durée : 92 min
- Dates de sortie : 
  - Pays-Bas : 19 août 1958
  - France : 31 mars 1961

## Distribution
- Max Croiset : Dr. Van Taeke
- Mary Dresselhuys : Mrs. Van Taeke
- Bernard Droog : Cis den Dove
- Jan Retèl : Thijs van Erpen